# Flawian (Fedea)
Flawian, imię świeckie Fiodor Fedea (ur. 24 lutego 1971 w Carcaliu) – duchowny Rosyjskiej Prawosławnej Cerkwi Staroobrzędowej w Rumunii, od 2000 biskup Slavei. W 1997 przyjął święcenia prezbiteratu. Chirotonię biskupią otrzymał 5 czerwca 2000.